# Швогинас
Швогинас (лит. Švoginas) — небольшое озеро в восточной части Литвы. Расположено в западной части Игналинского района в 1,5 километрах к юго-востоку от села Казитишкис. Лежит на высоте 151,3 метр. Площадь озера составляет 0,17 км². Длина Швогинаса 0,6 км, ширина 0,42 км. Длина береговой линии 1,7 км. Берега Швогинаса низкие, заболоченные. Через озеро протекает река Швогина, впадающая в Дрингис (бассейн Жеймяны).
Предположительно, название озера происходит от литовского слова "švogės ", что обозначает «тростник, трава».